# Gregor Schwenzengast
Gregor Schwenzengast (Martello, 3 marzo 1646 – Laces, 4 luglio 1723) è stato uno scultore austriaco.
Artista barocco, allievo di Oswald Krad, fu attivo in tutto il Tirolo ed in particolare in Val Venosta, tra la fine del XVII e l'inizio del XVIII secolo.
Negli anni giovanili lavorò molto per l'abbazia di Monte Maria che ospita numerose sue opere, tra le quali l'altare della cappella dell'abate.
Oltre che per diversi altri altari e statue a tema religioso, Schwarzengast è noto anche per i numerosi medaglioni a rilievo raffiguranti la Madonna o stemmi nobiliari.

## Galleria d'immagini

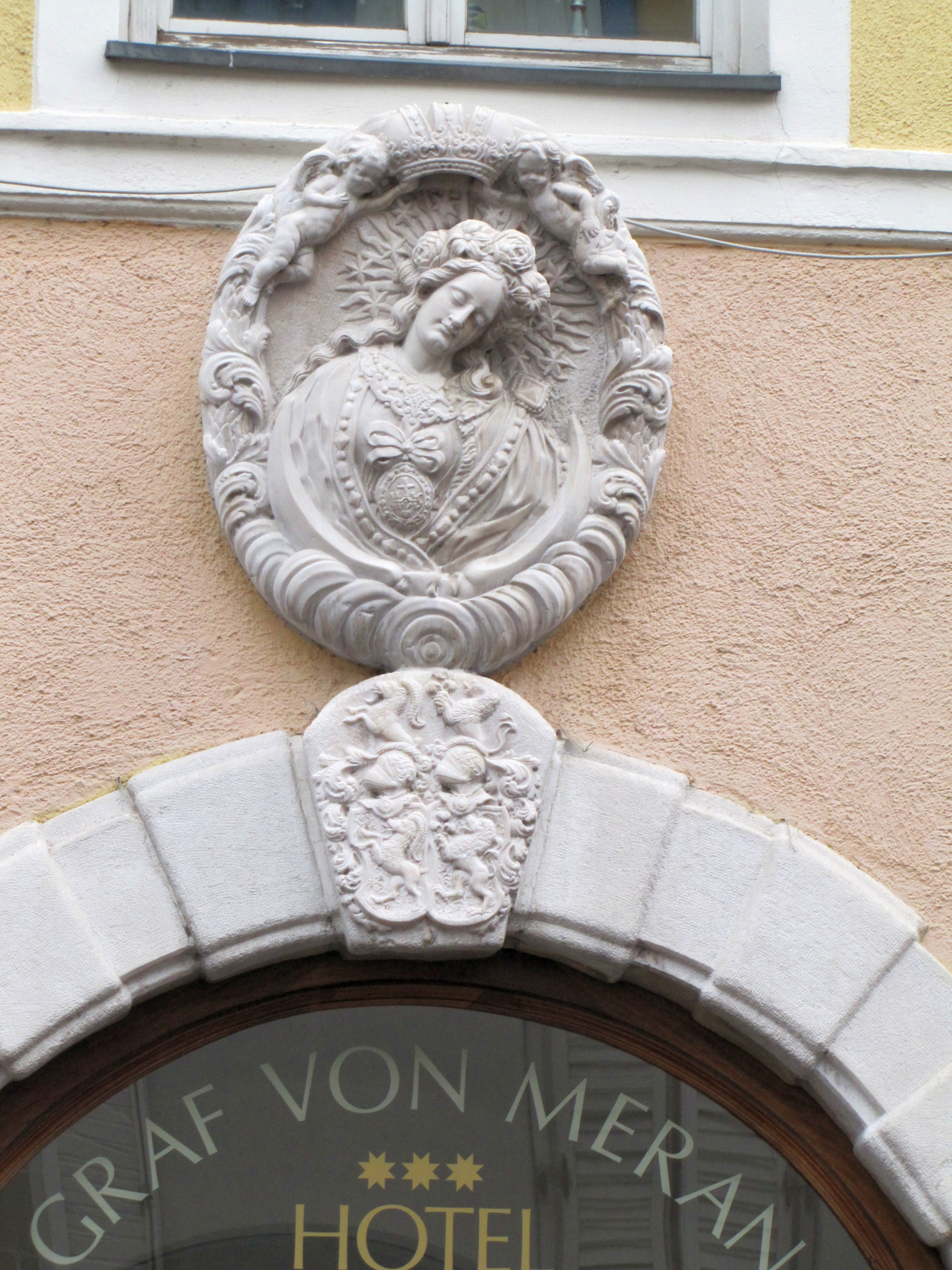
Rilievo raffigurante la Madonna all'hotel Graf di Merano
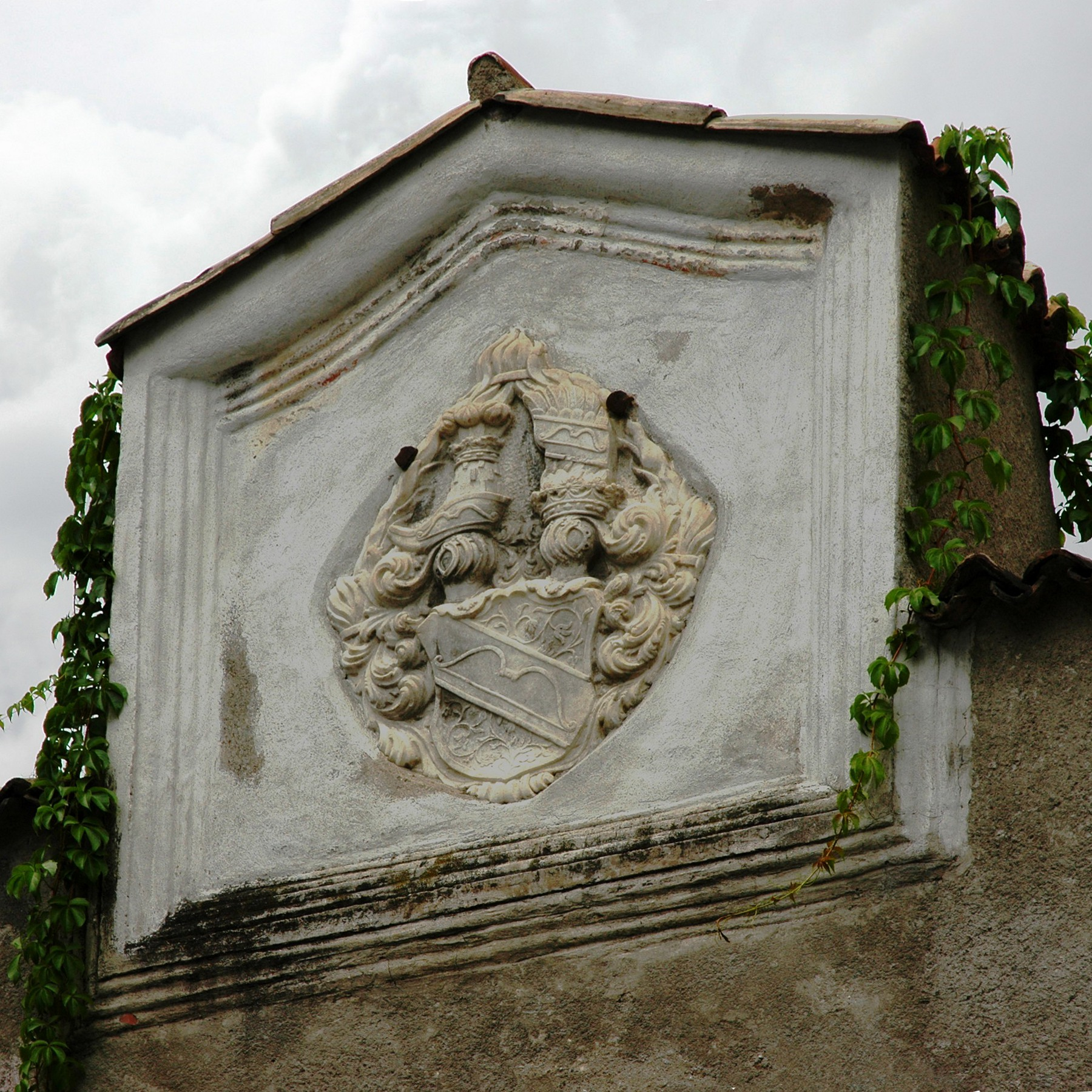
Rilievo a castel Stachlburg
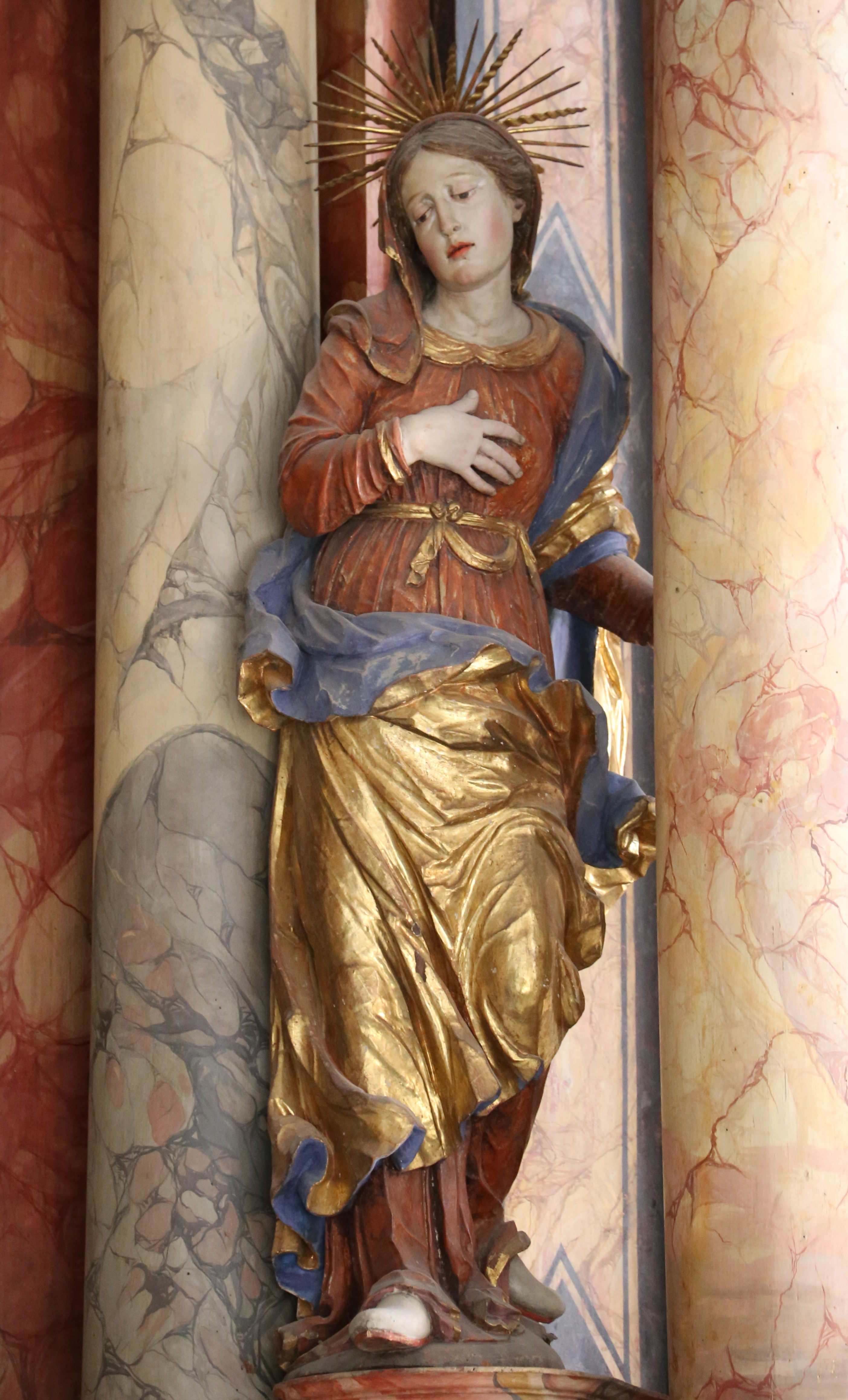
Statua nella Cappella di Santa Barbara
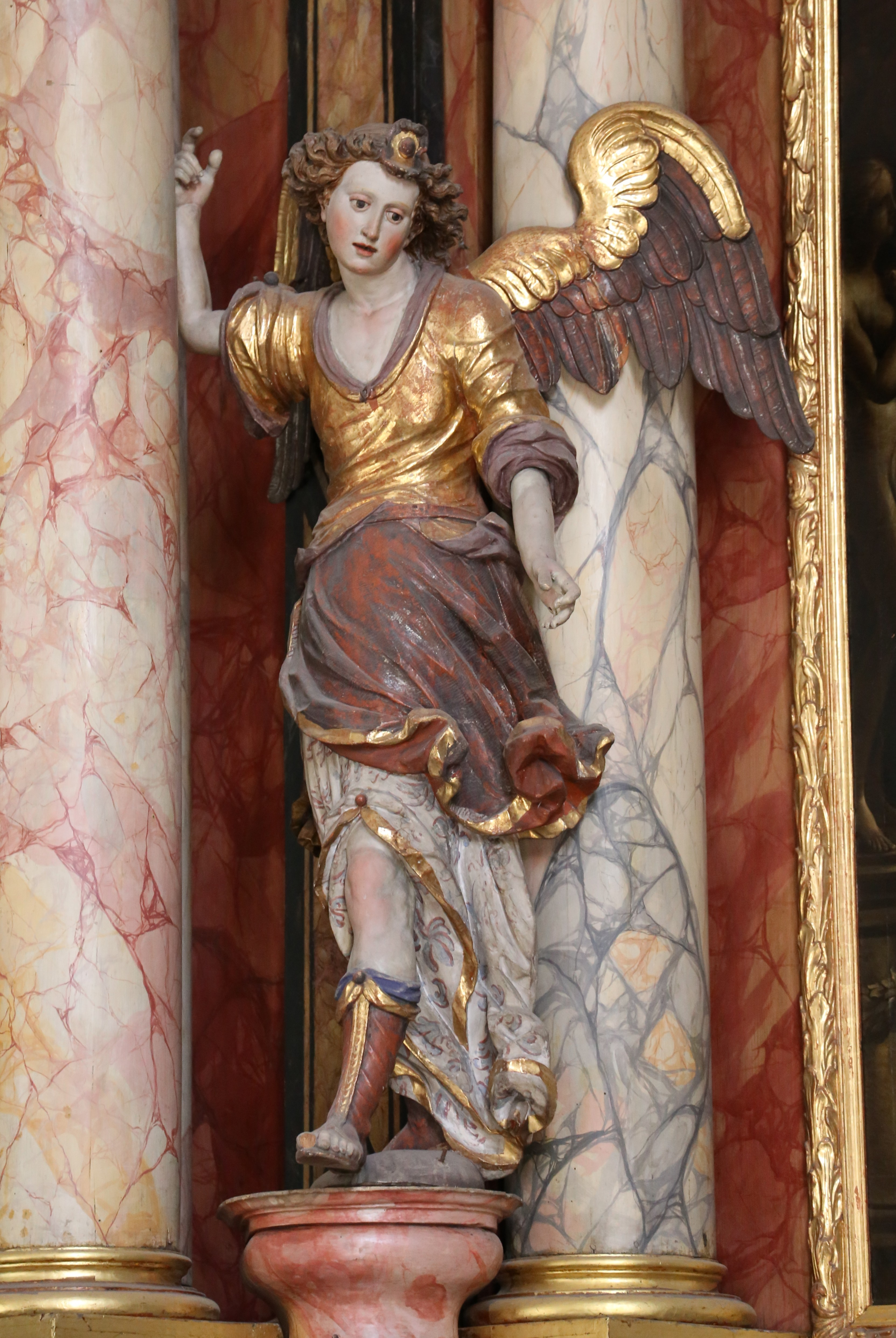
Statua nella Cappella di Santa Barbara